# إيلي أملنج
إيلي أملنج بالإنجليزية Elly Ameling (و. 9 فبراير 1933)
سوبرانو هولندية.
اشتهرت كمطربة للأغاني الرفيعة . درست في هولندا مع بودي راب وفي باريس مع بيير بارناك، ونالت الجائزة الأولى في المسابقة الغنائية في هيتوجنبوتي عام 1956 وفي المسابقة الموسيقية الدولية في جنيف عام 1958 – بدأ الغناء في الحفلات في روتردام عام 1953، وكرست مشوارها الفني الطويل – حيث قدمت جولة رسيتال وداعية عام 1995 – لحفلات رسيتال غنائية وعروض الكونسير، في مناسبتين فقط ظهرت على المسرح في أوبرا، مرتين في دور إليا في "إديموندو" لموتسارت. عام 1959 غنت في العرض الأول لعمل فرانك مارتن “لغز مولد المسيح"، ذلك العام نفسه ظهرت للمرة الأولى في مهرجان سالزبورج كمطربة صولو في الحركة الأخيرة من السيمفونية الرابعة لمالر. أميلنج قدمت الظهور الأول في حفل رسيتال في أمستردام عام 1961، يليه ظهورها الأول في لندن عام 1966 وظهورها الأول في أمريكا في نيويورك عام 1968. كفنانة في الحفلات، ظهرت مع الكثير من أكبر أوركسترات وقادة في العالم، وكان عازف البيانو دالتون بولدوين العازف المصاحب لها دائما في حفلات الرسيتال المنتظمة لها. كانت مغنية متألقة فاشتهرت لسيطرتها الأنيقة على قوة الصوت ونشاطها في الفقرات المزخرفة وإيماءاتها المعبرة التي جعلت عروضها حية. تسجيلات أعمالها الكبيرة تشمل معظم برامج حفلاتها خاصة الأغاني الألمانية والفرنسية. عام 1971 صارت فارسة من رتبة أورانجي نايساو التي قلدتها لها الملكة جوليانا ملكة هولندا.

## وصلات خارجية
- إيلي أملنج على موقع IMDb (الإنجليزية)
- إيلي أملنج على موقع ميوزك برينز (الإنجليزية)
- إيلي أملنج على موقع أول ميوزيك (الإنجليزية)
- إيلي أملنج على موقع ديسكوغز (الإنجليزية)

1. 1 2 3 4  The Grove Book of Opera Singers (بالإنجليزية), Oxford University Press, 2008, p. 12, OL:25619515M, QID:Q23011551
2. ↑  Internet Movie Database (بالإنجليزية), QID:Q37312
3. ↑  NPR Encylopedia of Classical Music